# باتسي كيلي
باتسي كيلي (بالإنجليزية:Patsy Kelly) (مواليد 12 يناير 1910 - وفيات 24 سبتمبر 1981). ممثلة سينمائية ومسرحية وإذاعية أمريكية ومعروف عنها أنها لها دور في صراخ، wisecracking الصاحب لثيلما تود في سلسلة من الأفلام الكوميدية القصيرة التي تنتجها هال روش في عقد 1930. المعروفة باسم "ملكة Wisecracks"، واصلت مهنة كيلي بعد وفاة تود في عام 1935 في أدوار مماثلة.

## روابط خارجية
- باتسي كيلي على موقع IMDb (الإنجليزية)
- باتسي كيلي على موقع ألو سيني (الفرنسية)
- باتسي كيلي على موقع ميوزك برينز (الإنجليزية)
- باتسي كيلي على موقع تيرنر كلاسيك موفيز (الإنجليزية)
- باتسي كيلي على موقع أول موفي (الإنجليزية)
- باتسي كيلي على موقع قاعدة بيانات برودواي على الإنترنت (الإنجليزية)
- باتسي كيلي على موقع قاعدة بيانات برودواي على الإنترنت (الإنجليزية)
- باتسي كيلي على موقع قاعدة بيانات الأفلام السويدية (السويدية)
- باتسي كيلي على موقع إن إن دي بي (الإنجليزية)
- باتسي كيلي على موقع ديسكوغز (الإنجليزية)
- باتسي كيلي على موقع فايند أغريف